# Dorycera persica
Dorycera persica är en tvåvingeart som beskrevs av Willi Hennig 1939. Dorycera persica ingår i släktet Dorycera och familjen fläckflugor. Inga underarter finns listade i Catalogue of Life.